# سحم باسحيم (الضليعة)
'

تعديل مصدري - تعديل

سحم باسحيم هي إحدى قرى عزلة الضليعة بمديرية الضليعة التابعة لمحافظة حضرموت، بلغ تعداد سكانها 50 نسمة حسب تعداد اليمن لعام 2004.